# Mieczysław Szymajda
Mieczysław Szymajda (ur. 21 lutego 1956 w Reczycach) – polski trener sportowy i nauczyciel wychowania fizycznego, założyciel klubu sportowego UKS Błyskawica Domaniewice, pierwszy trener mistrza olimpijskiego w łyżwiarstwie szybkim Zbigniewa Bródki.

## Życiorys
Ukończył studia w Akademii Wychowania Fizycznego Józefa Piłsudskiego w Warszawie, uprawiał biegi długo i średniodystansowe, piłkę nożną i triathlon. W 1979 roku założył klub LZS Maraton Domaniewice, w 1996 roku przemianowany na UKS Błyskawica Domaniewice. Szymajda został nauczycielem wychowania fizycznego w Gimnazjum, a następnie w Szkole Podstawowej im. Jana Pawła II w Domaniewicach.
Od początku swojej pracy nauczycielskiej wynajdował uzdolnionych sportowo uczniów i zachęcał do rozwijania talentu, początkowo skupiając się na lekkoatletyce. W kolejnych latach przygotowywał dla uczniów przyszkolne lodowisko o wymiarach 55x34 m, aby mogli nauczyć się jazdy na łyżwach. Łyżwiarstwo stało się również jego pasją, zaś od 1995 roku kolejni uczniowie domaniewickiej szkoły osiągali sukcesy w ogólnopolskich finałach popularnych wówczas wieloetapowych zawodów m.in. Złoty Krążek, Błękitna Sztafeta. Gdy w 1995 roku kilkoro z jego uczniów stanęło na podium ogólnopolskich zawodów w short tracku, występowali oni w tzw. hokejówkach, czyli łyżwach do hokeja, które miały krótsze płozy od panczenów używanych w łyżwiarstwie szybkim. W uzdolnionej grupie był m.in. Zbigniew Bródka. Mieczysław Szymajda przygotowywał młodzież do zawodów w short tracku, ponieważ nie miał możliwości zapewnienia grupie treningów na torze długim. Trener Szymajda przygotowuje młodzież do startów w wielu dyscyplinach, od łyżwiarstwa zimą po lekkoatletykę latem m.in. rzut młotem, dyskiem i oszczepem, pchnięcie kulą, biegi krótko i długodystansowe itd.

Taki jest już nasz szkoleniowiec [przyp. Szymajda], że nie zamyka się na jedną dyscyplinę sportu. Ja sam zaczynałem u niego od lekkoatletyki, biegałem przez płotki, ale jeśli trener widzi, że ktoś ma smykałkę do innej aktywności sportowej, to stara się pomóc jak potrafi, albo przekazać w ręce kogoś innego.

W 2014 roku wychowanek jego klubu, Zbigniew Bródka, został mistrzem olimpijskim w łyżwiarstwie szybkim na dystansie 1500 m oraz brązowym medalistą w biegu drużynowym. Wychowankami byli również: łyżwiarz szybki Artur Janicki – olimpijczyk z Pekinu 2022, oszczepnik Cyprian Mrzygłód – olimpijczyk z Tokio 2020.
W 2021 roku Szymajda otrzymał specjalne wyróżnienie przyznane przez Polski Komitet Olimpijski oraz wyróżnienie wśród trenerów Ludowych Zespołów Sportowych (LZS) województwa łódzkiego. Klub sportowy UKS Błyskawica Domaniewice zajął drugie miejsce w klasyfikacji LZS klubów. W 2022 roku trener został uhonorowany Nagrodą Ministra Edukacji Narodowej.